# 扁頭豹貓
扁頭貓（学名：Prionailurus planiceps），是一種體型較小的野外貓科動物，分佈在泰國南部、馬來西亞、汶萊及印尼的森林。牠們因失去棲息地及污染而瀕危。只有兩隻扁頭貓受到飼養，都是在馬來西亞的動物園。像很多細小的貓科，牠們都曾被分類在貓屬之中。

## 特徵
扁頭貓體長41－50厘米，尾巴很短，只長13－15厘米，重1.5－2.5公斤。牠們一般呈深赤褐色，頭部更紅，腹部較白。除了面部上淡淡的斑紋，牠們可謂沒有斑紋。牠們四肢較短，耳朵短而圓。趾間的蹼可以幫助牠們在泥濘及水中活動。牠們的頭顱骨稍長，頭頂扁平。

## 行為及棲息地
扁頭貓棲息在次生林及原生林，很多報告都指是在近水區見到牠們。牠們主要獵食青蛙、魚類及甲殼類，也會捕捉大家鼠及雞。牠們的前臼齒較長，爪不能伸縮。這與半水中生活的鼬科相似，隨時可以進到水中。整體而言，牠們野外的生活資料不詳。妊娠期約56天，每胎產1-2隻幼貓。飼養的扁頭貓壽命可以超過14歲。一般相信牠們是夜間活動的，但觀察顯示牠們是黃昏及破曉出沒的。

## 保育狀況
扁頭貓被世界自然保護聯盟列為瀕危，且列在《瀕危野生動植物種國際貿易公約》附錄一中。牠們的成年數量可能少於一萬隻，其下的亞群沒有一群有多於1000隻成年個體。牠們受到棲息地喪失及水污染的生存威脅。扁頭貓除了在汶萊外都受到完全的保護。在野外很少會見到牠們。